# Ernst Riess (Philologe)
Ernst Riess (* 19. November 1865 in Hamburg; † 12. Juni 1947 in Scarsdale, New York) war ein deutsch-amerikanischer Klassischer Philologe.

## Leben
Ernst Riess stammte aus einer jüdischen Familie. Seine Eltern, der Kaufmann Bernhard Riess und Pauline geb. Mack, ließen ihm eine hervorragende Bildung zukommen. Ernst Riess erhielt zunächst Privatunterricht und besuchte ab 1874 die Talmudschule in Hamburg. Vom Herbst 1876 bis 1880 besuchte er das Gymnasium zu Göttingen, anschließend die Gelehrtenschule des Johanneums in Hamburg unter der Leitung von Richard Hoche.
Nach der Reifeprüfung (Ostern 1885) studierte Riess Klassische Philologie und Archäologie an den Universitäten zu Heidelberg (1885–1887) und Bonn (1887–1890), wo er im Winter 1889/1890 die Lehramtsprüfung ablegte und am 25. Juni 1890 bei Hermann Usener zum Dr. phil. promoviert wurde. In seiner Doktorarbeit sammelte er die Fragmente der ägyptischen Astronomen Nechepsos und Petosiris. Bei der Verteidigung der Doktorarbeit waren seine Mitstudenten Wilhelm Becker, Paul Ruben und Max L. Strack Opponenten.
Spätestens 1895 wanderte Riess in die USA aus. Von 1897 bis 1924 unterrichtete er Latein an verschiedenen Schulen und Colleges in New York, von 1924 bis zur Emeritierung 1936 war er Professor und Direktor des klassisch-philologischen Departments am Hunter College in New York. 
Wissenschaftlich beschäftigte er sich seit seiner Dissertation vor allem mit Magie und Aberglaube in der Antike, auch schrieb er in Amerika Lehrbücher für Latein und gab die Texte lateinischer Klassiker heraus. Seit seinem Studium war er Mitglied und später Alter Herr der Philologisch-Historischen Verbindung Cimbria Heidelberg im Naumburger Kartellverband. Ab 1895 war er Life Member der American Philological Association.

## Schriften (Auswahl)
- Nechepsonis et Petosiridis fragmenta magica. Bonn 1890 (Dissertation). Überarbeitete Fassung: Philologus. Supplementband 6,1 (1892), S. 328–394
- Cicero’s Letters. Selected and edited by Ernst Riess. New York 1910
- mit Arthur Lee Janes: Caesar’s Gallic War. Books I & II. New York 1914